# Hvožďanské Háje
Hvožďanské Háje este o arie protejată (arie specială de conservare — SAC, sit de importanță comunitară — SCI) din Republica Cehă întinsă pe o suprafață de 3,07 ha, integral pe uscat.

## Localizare
Centrul sitului Hvožďanské Háje este situat la coordonatele 49°31′29″N 13°47′50″E / 49.524722°N 13.797222°E.

## Înființare
Situl Hvožďanské Háje a fost declarat sit de importanță comunitară în aprilie 2005 pentru a proteja 1 specie de plante. Situl a fost protejat și ca arie specială de conservare în martie 2017.

## Biodiversitate
Situată în ecoregiunea continentală, aria protejată nu include niciun habitat protejat.
La baza desemnării sitului se află o specie protejată de  plante: Coleanthus subtilis.